# Lupșanu
Lupșanu is een Roemeense gemeente in het district Călărași.
Lupșanu telt 3320 inwoners.